# Липецька сільська територіальна громада
Липецька сільська  територіальна громада —  територіальна громада в Україні, в Харківському районі Харківської області. Адміністративний центр — село Липці.
Площа громади — 363,5 км2, населення громади — 13 446 осіб (2020)
Утворена 12 червня 2020 року шляхом об'єднання Липецької, Веселівської, Глибоківської, Слобожанської, Лук’янцівської та Тернівської сільських рад Харківського району Харківської області. Перші вибори відбулися 25 жовтня 2020 року.
19 липня 2020 року, в результаті адміністративно-територіальної реформи та ліквідації Харківського району, громада увійшла до складу новоутвореного Харківського району.

## Населені пункти
До складу громади входять 2 селища (Глибоке, Мале Веселе) та 15 сіл (Липці, Борисівка, Борщова, Веселе, Зелене, Красне, Лук'янці, Мороховець, Нескучне, Олійникове, Перемога, Пильна, Слобожанське, Стрілеча, Тернова).